# Хапхальський заказник
Хапха́льський зака́зник — гідрологічний заказник загальнодержавного значення, що був створений у Кримських горах на теренах Алуштинської міської ради АР Крим згідно з Постановою Кабінету міністрів УРСР від 28 жовтня 1974 за № 500. Заказник був створений для збереження цінного гідрологічного комплексу, проведення наукових досліджень і захисту реліктового підвиду-ендеміка прісноводного краба (Potamon ibericum tauricum), занесеного до охоронного списку МСОП, Червоної книги України. Заказник належить до категорії захисту МСОП — IV.

## Загальні відомості
Землекористувачем території Хапсальського заказника є Державне підприємство «Алуштинське лісове господарство». Заказник розміщено на теренах Сонячногірського лісництва у квадратах 9, 10, 11, де в залісненій ущелині Хапсал на висоті 468 м протікає річка Східний Улу-Узень. Завдяки значному перепаду висоти ущелини річка утворює там каскад водоспадів. Ущелина лежить біля села Генеральське (крим. Ulu Özen).
Площа заказника виносить 250 га. Через складний рельєф з крутими схилами, буреломами верхня частина ущелини Хапсала не рекомендується для відвідування недосвідченим туристам. Для них популярним об'єктом екскурсій є водоспад Джур-Джур («дзюркотливий»). Переміщення по заказнику дозволяється лише по встановлених маршрутах 1,2,3, причому по двох останніх лише організованими групами з супроводом.

## Характеристика
Річка Східний Улу-Узень (Велика річка) утворюється з двох потоків, що прямують зі схилів гірських систем Тирке-яйла і Демерджі-яйла, чия висота становить понад 1000 м над рівнем моря. Річка Східний Улу-Узень не міліє впродовж року навіть у посушливі роки, що є незвичним явищем для Криму. Після злиття потоків річка Східний Улу-Узень потрапляє у важкопрохідну ущелину Хапсала (Вовча паща) з крутими схилами, виходами скельної породи, часто прямовисними. Схили ущелини заросли буком, дубом пухнастим, дубом скельним, грабом, сосна кримська (Pinus nigra ssp. pallasiana). У цьому районі збереглось до 800 тисів ягідних, занесених до Червоної книги України
На схилах ущелини річка утворює каскад з кількох водоспадів різної висоти і ширини, серед яких на висоті 468 м над рівнем моря виділяється водоспад Джур-Джур завширшки 5 м і висотою 16 м. Його вважають найповноводнішим водоспадом Криму з стабільною багаторічною середньою витратою води близько 270 л/с. Каскад водоспадів розпочинається приблизно за 1 км від Джур-Джур у верхній важкодоступній частині ущелини з водоспадів висотою 60 м і 28 м.

## Галерея

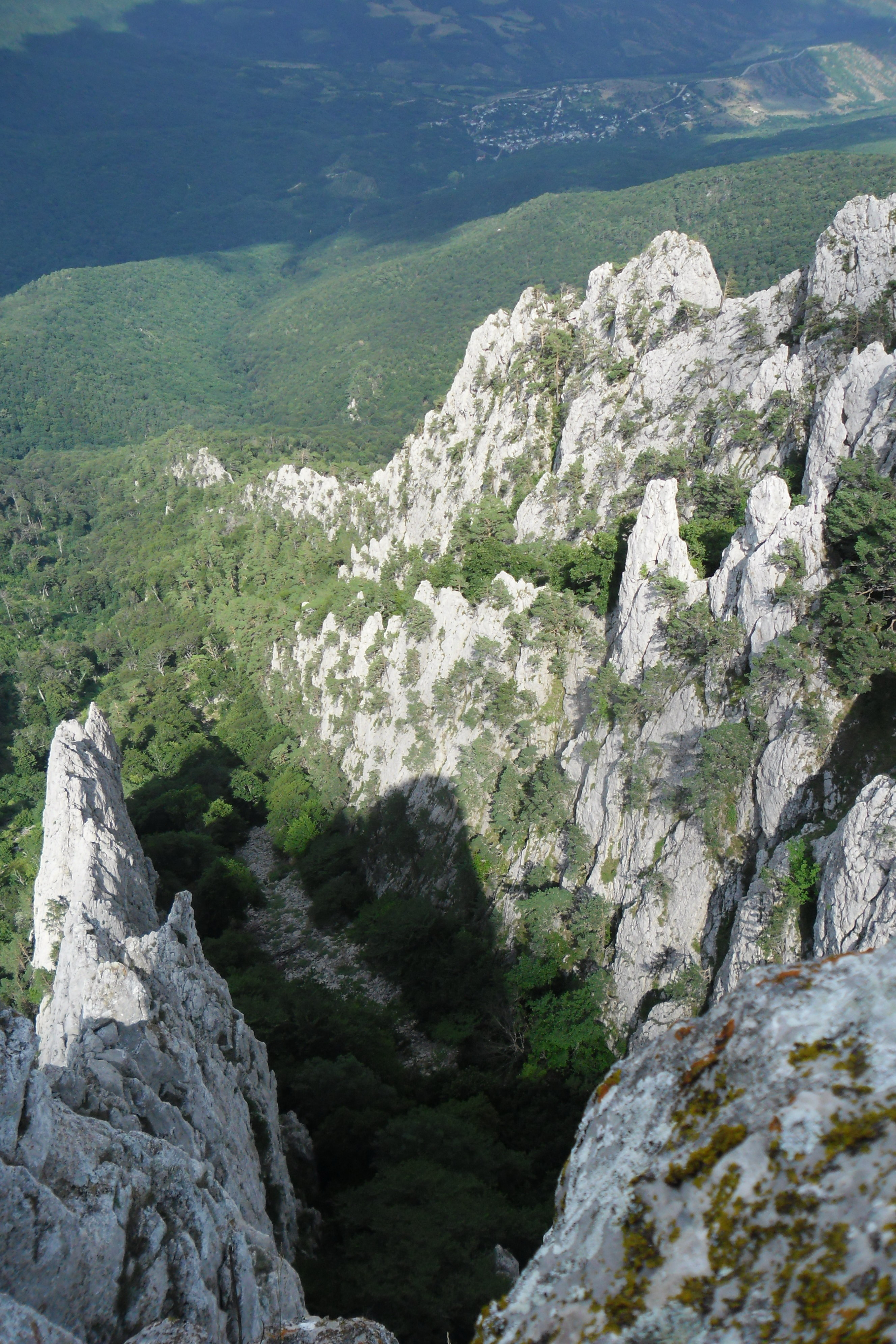
Вид на Хапхальську ущелину зі скель Демерджі
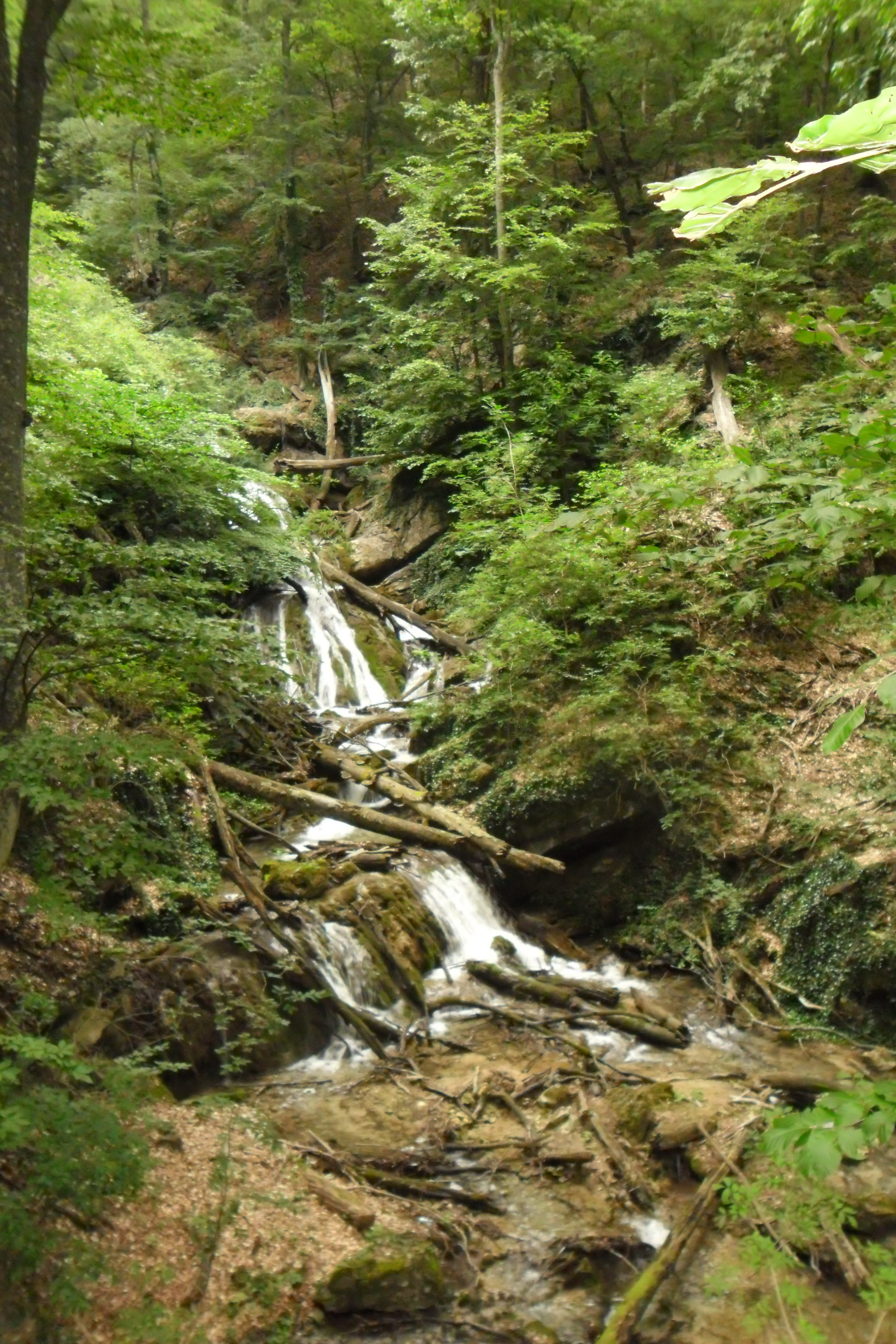
Каскад
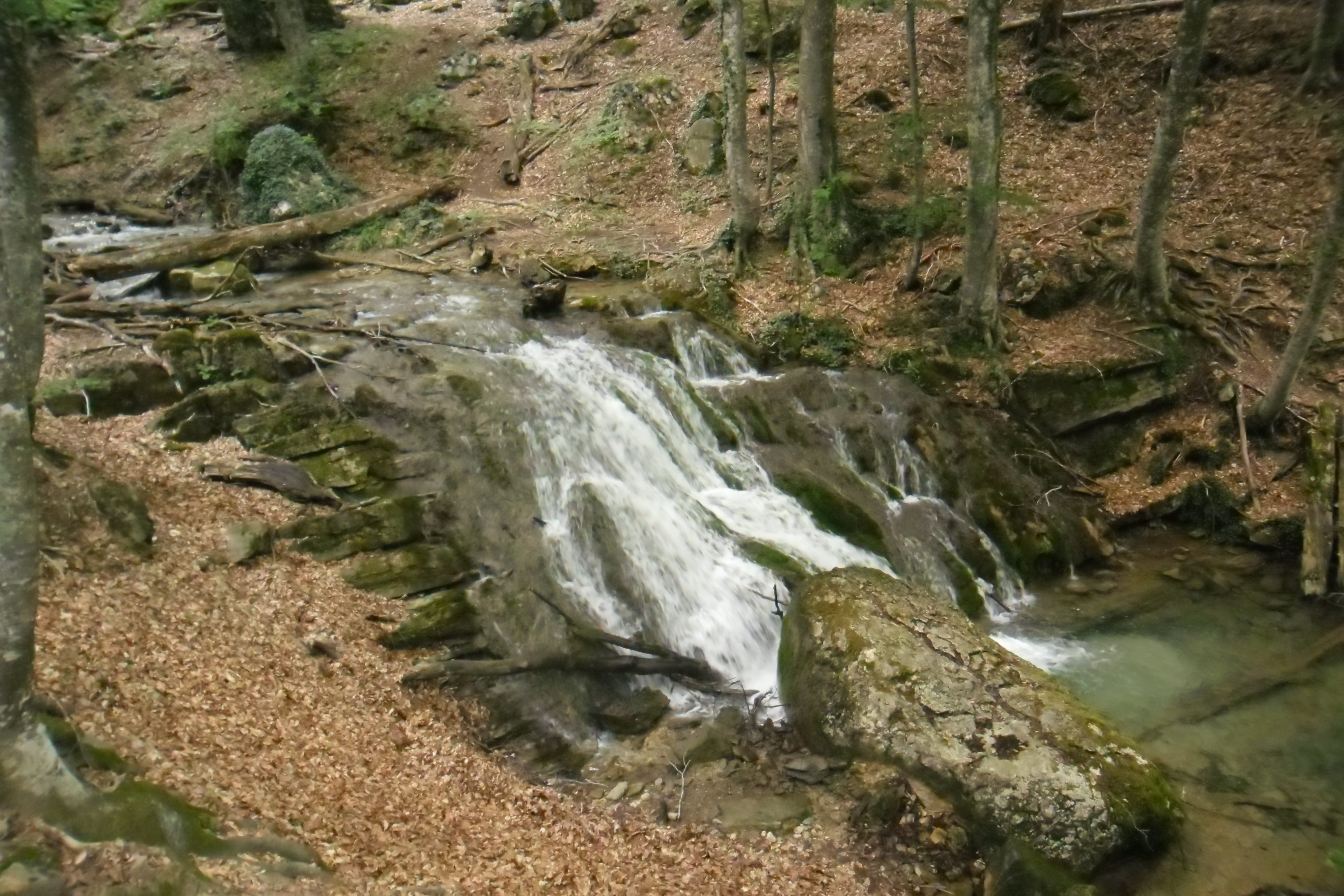
Красивий
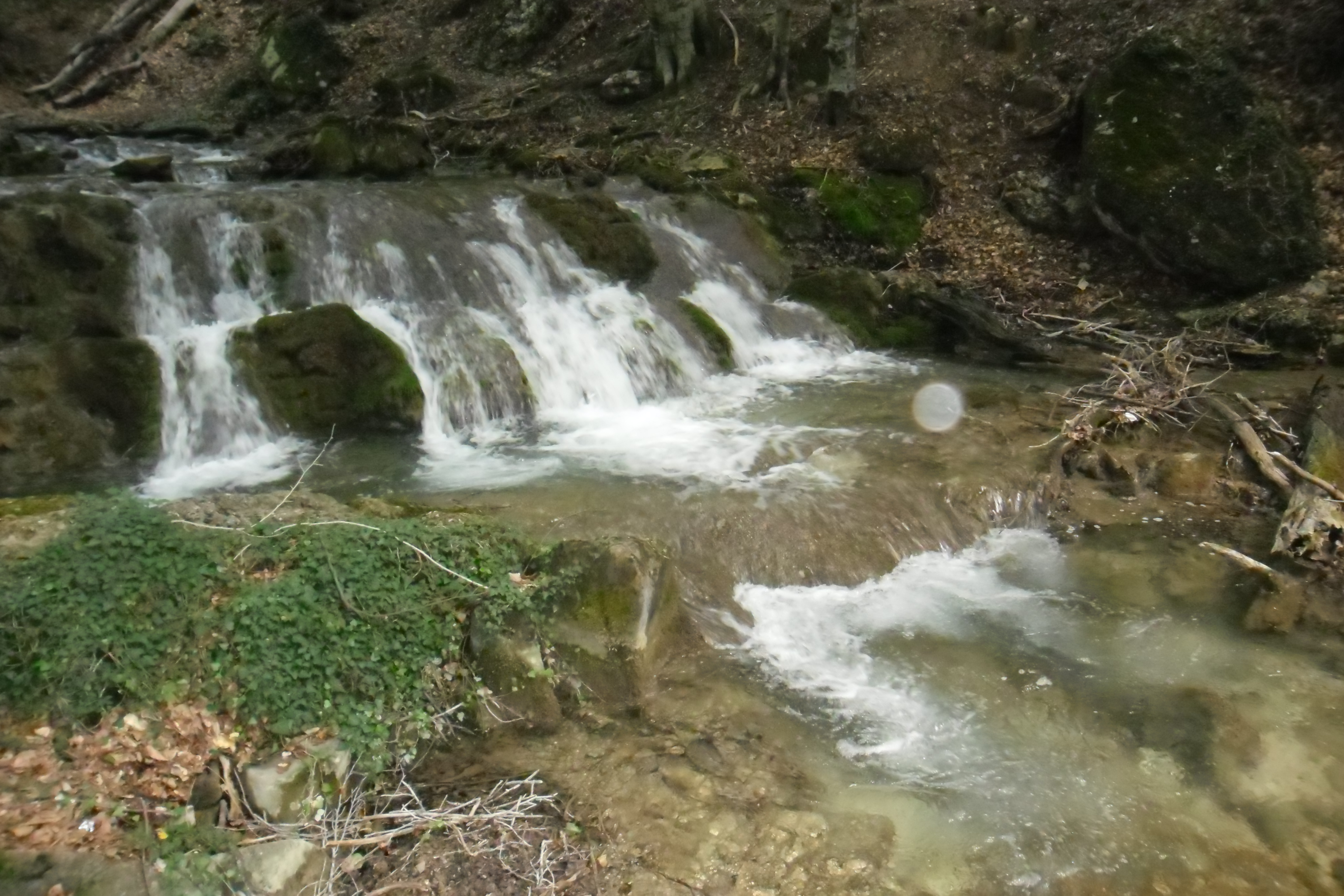
Сходинки
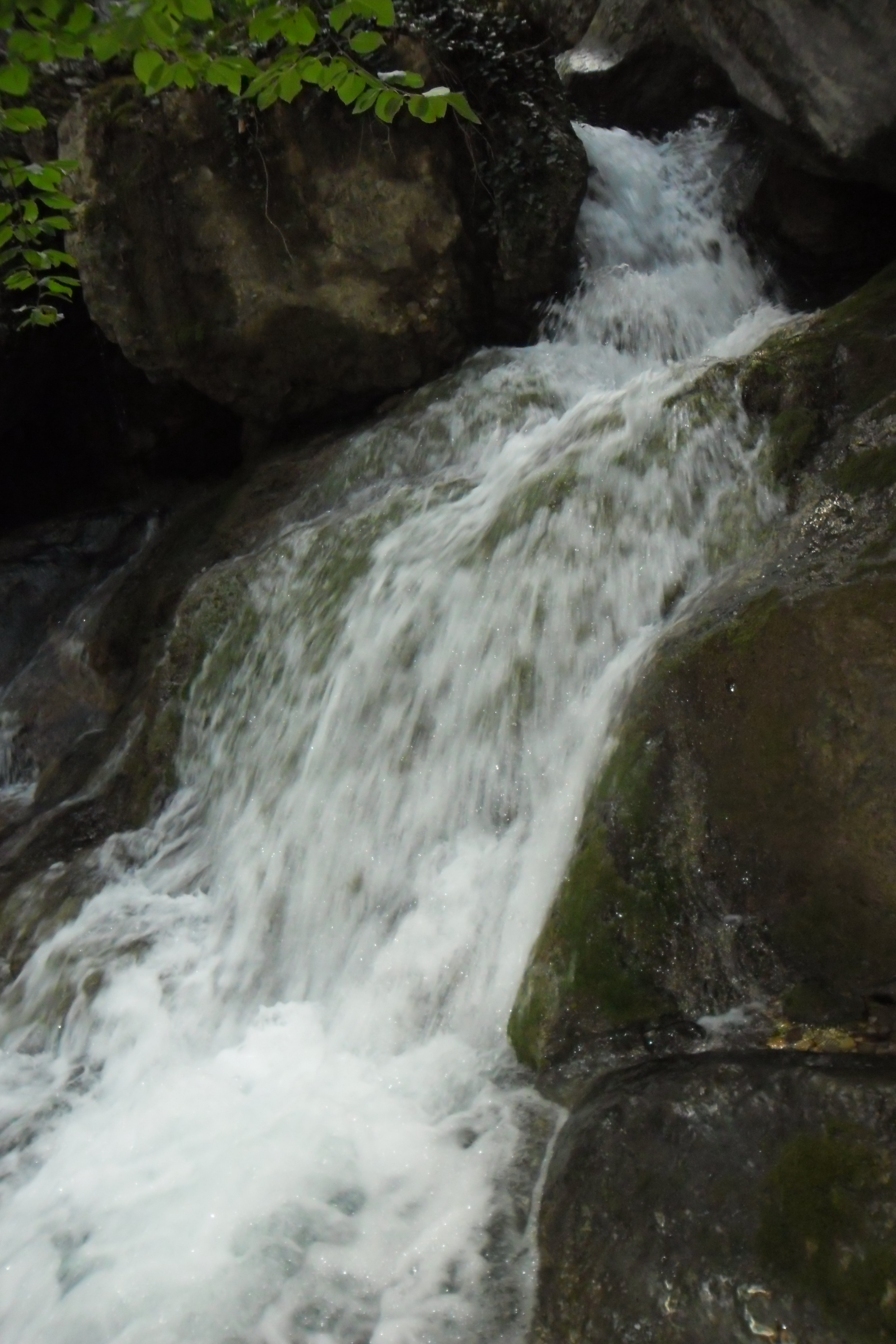
Шумний
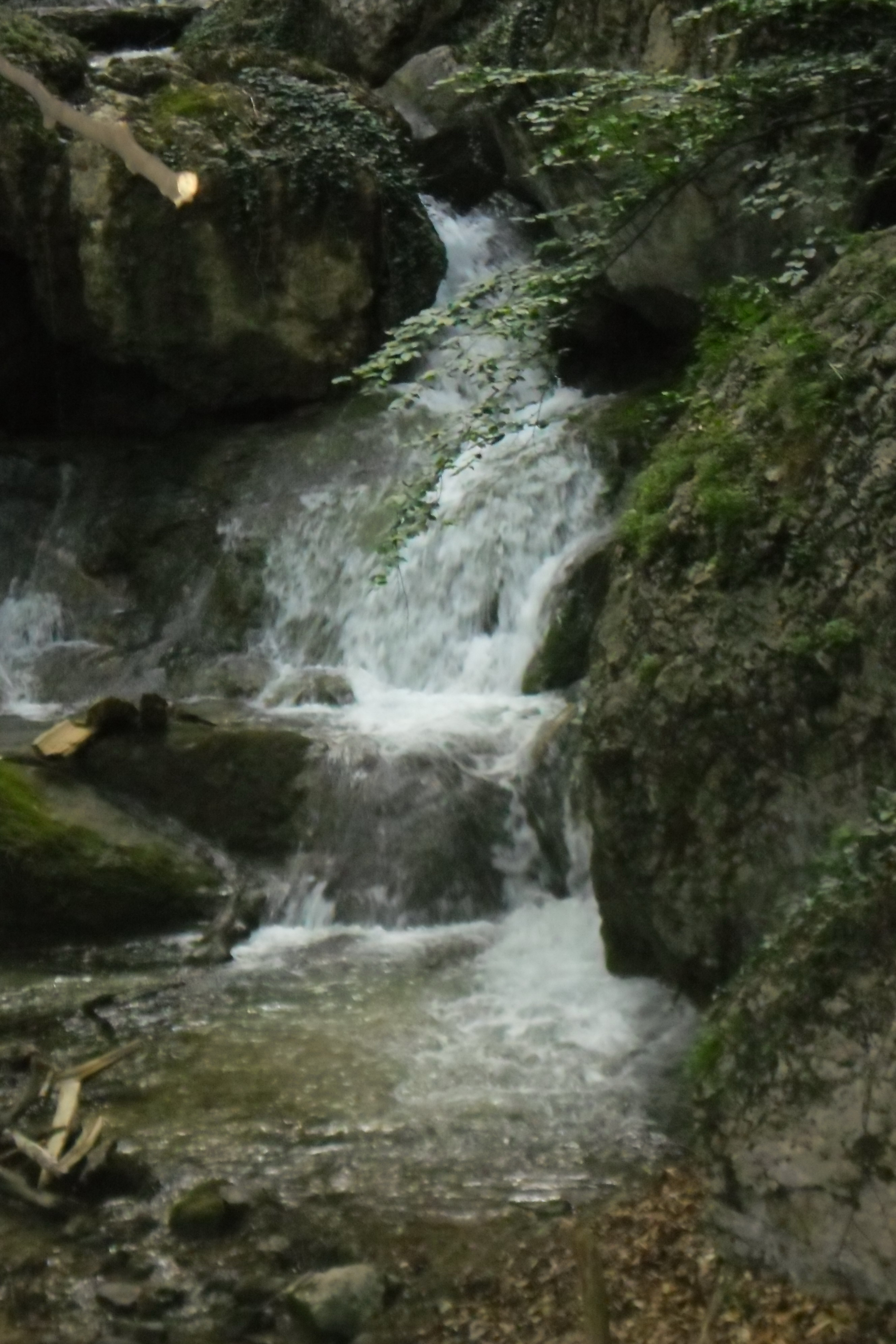
Класичний
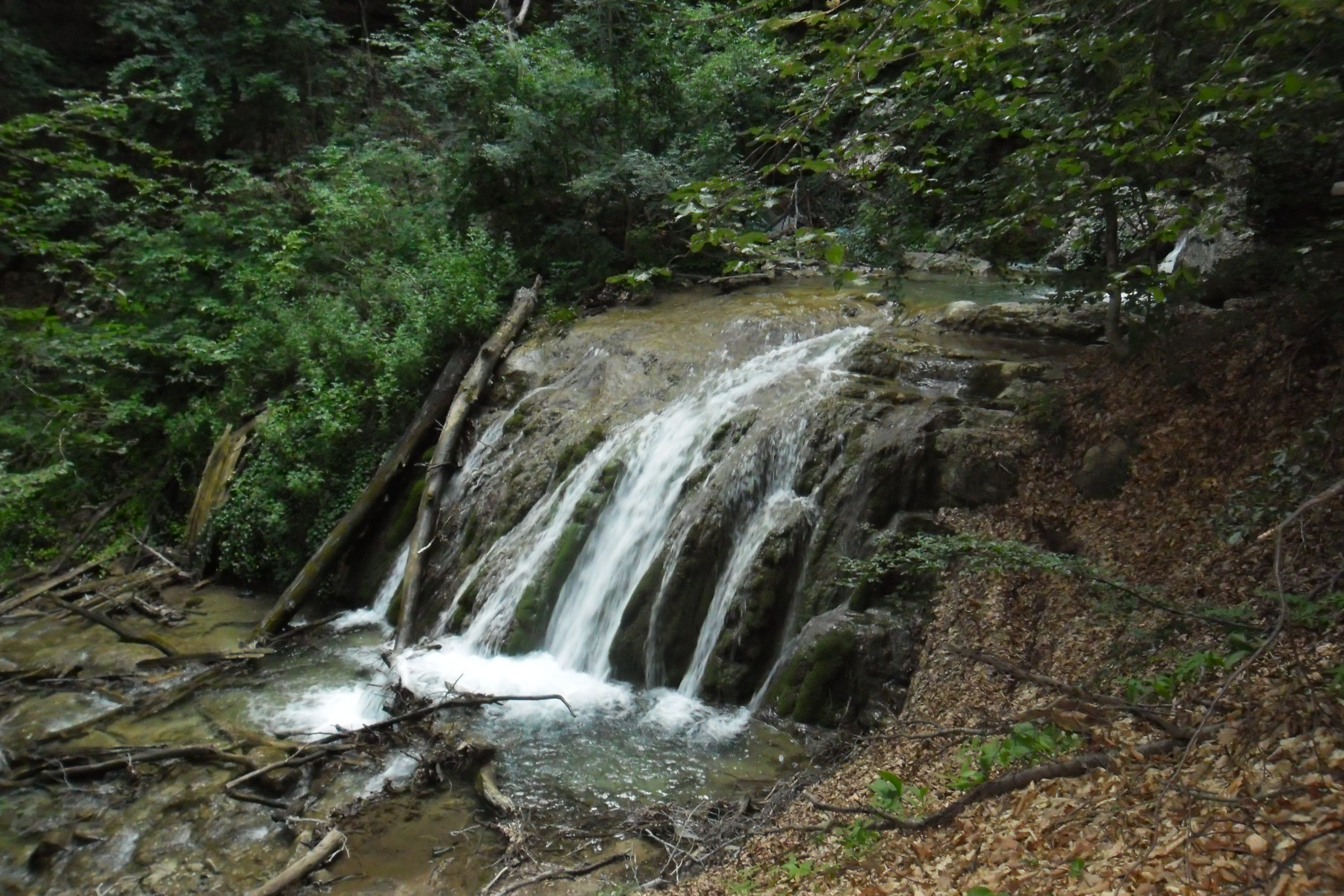
Струмені-1
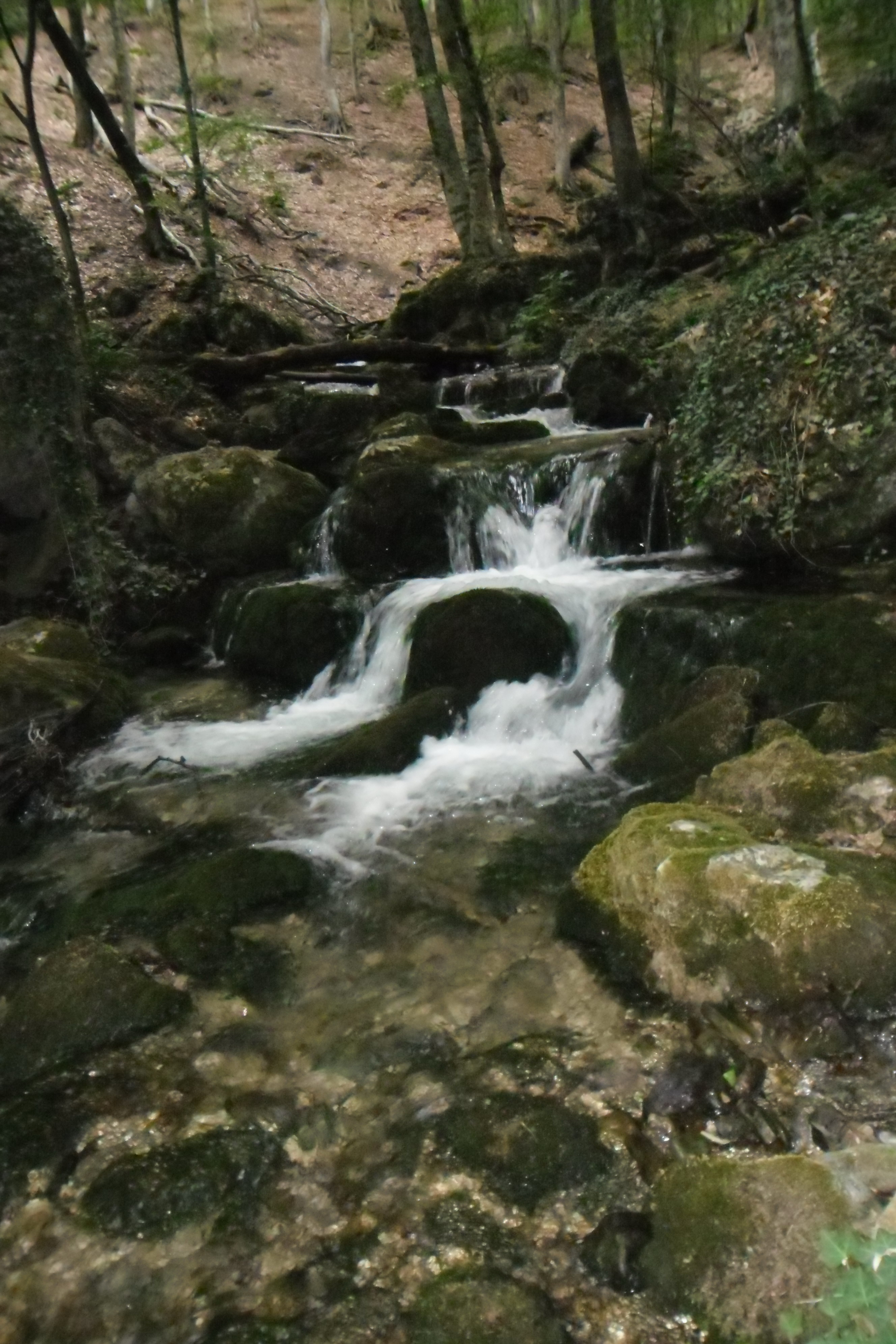
Рогач
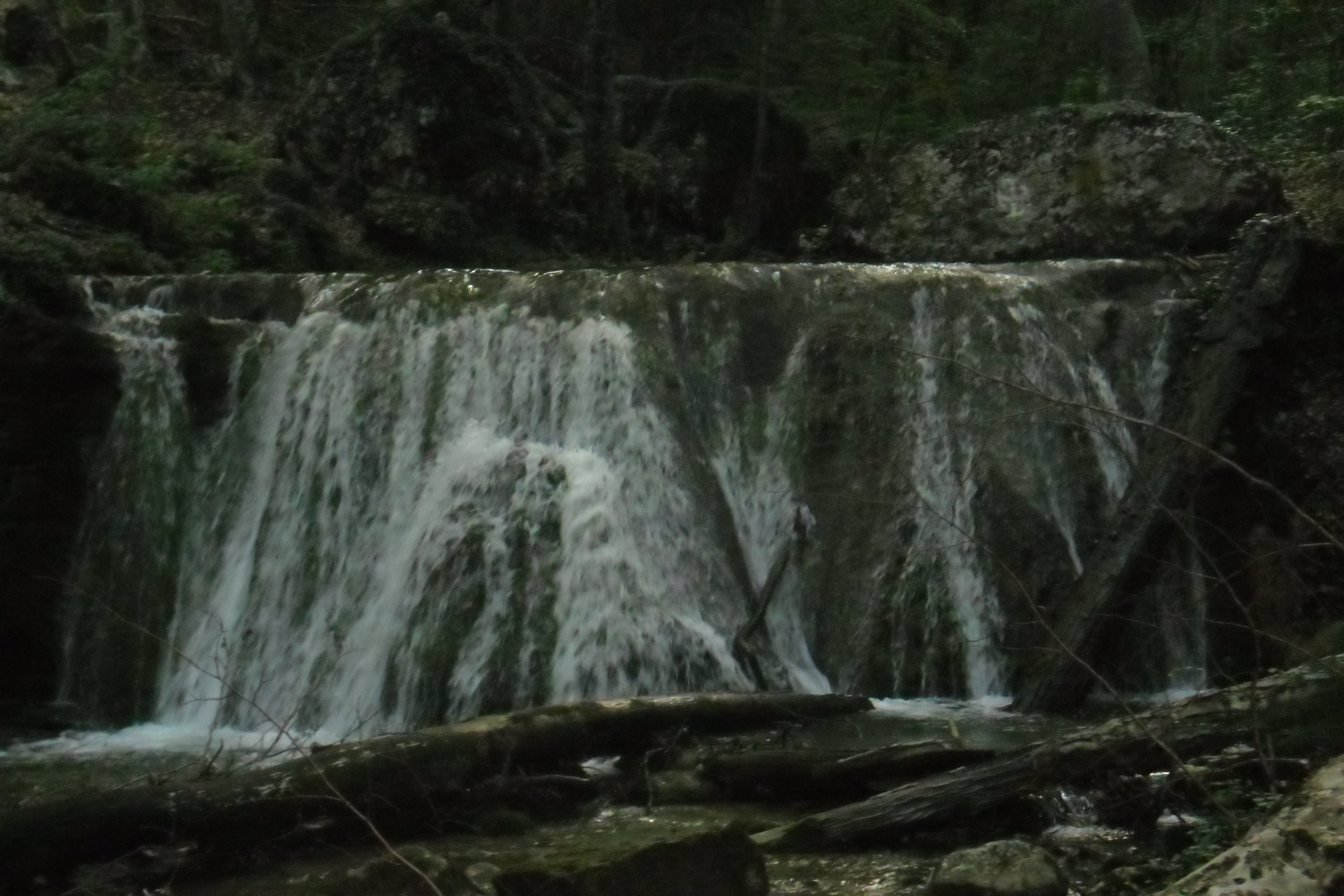
Стіна води
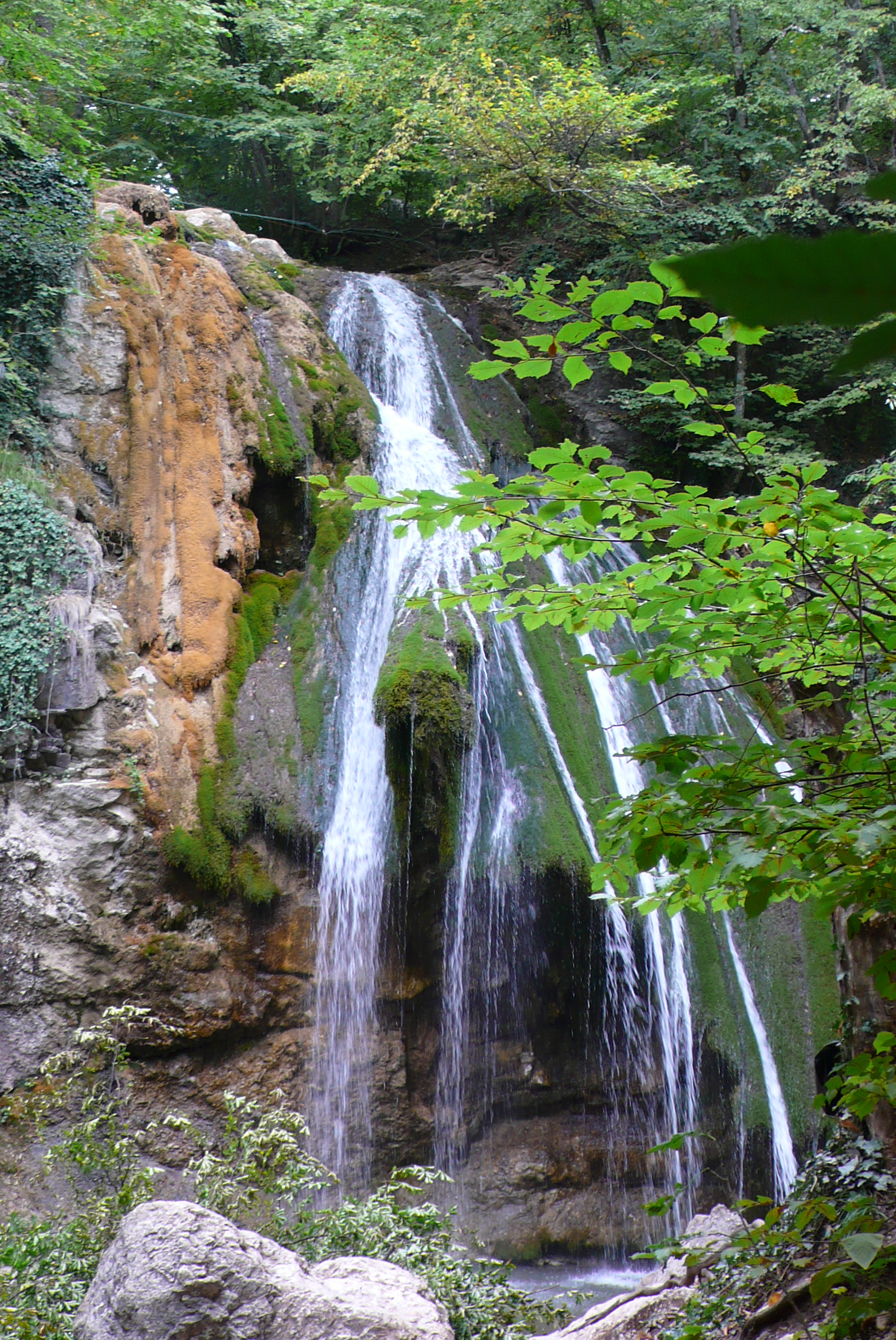
Джур-Джур